# Issoudun
Pour les articles homonymes, voir Issoudun (homonymie).
Issoudun  est une commune française et une sous-préfecture située dans le département de l'Indre, en région Centre-Val de Loire.

## Géographie

### Localisation

#### Cartographie interactive(cliquer pour afficher)
La commune est située dans l'est du département de l'Indre, à la limite avec le département du Cher.
Les communes limitrophes sont : Les Bordes (4 km), Saint-Aoustrille (5 km), Sainte-Lizaigne (7 km), Chouday (7 km), Lizeray (8 km), Condé (8 km), Thizay (8 km), Saint-Georges-sur-Arnon (10 km), Saint-Ambroix (10 km), Saugy (10 km) et Saint-Aubin (11 km).
Les services préfectoraux sont situés à Châteauroux (27 km), et les autres sous-préfectures sont La Châtre (41 km) et Le Blanc (79 km).

### Lieux-dits, hameaux et écarts
Les hameaux et lieux-dits de la commune sont : Saint-Denis, Avail, Chinault, le Méz, la Bretonnerie, Pié-Girard, l'Artillerie et les Genêteries

### Géologie et relief
La superficie de la commune est de 36,6 km2 et son altitude varie de 122  à   161 m.

### Hydrographie
Le territoire communal est arrosé au nord-est par l'Arnon et à l'ouest par son affluent la Théols qui y conflue avec deux de ses affluents, la Vignole et la Tournemine.

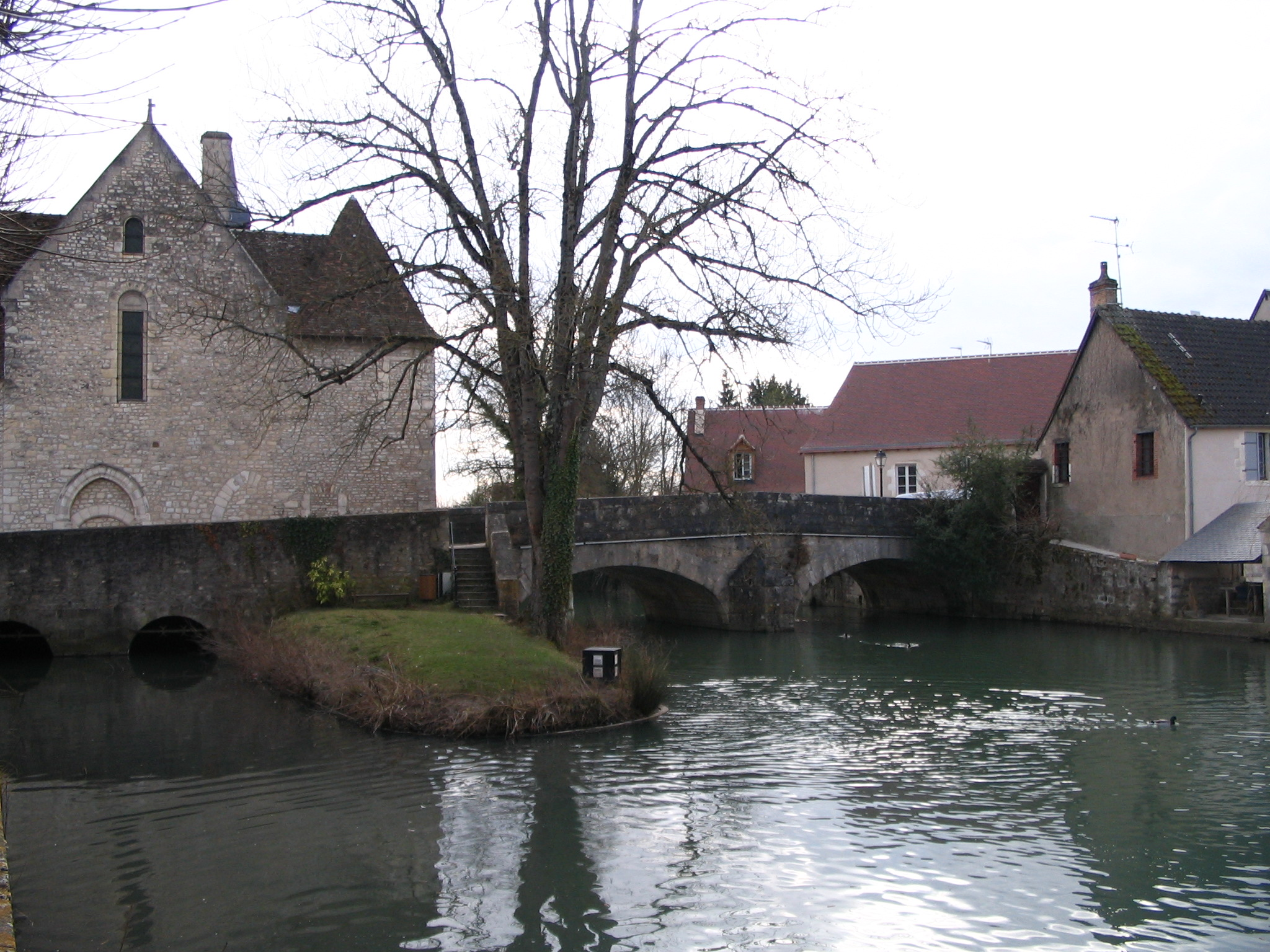
La rivière Théols en 2009.

### Paysages
Elle est située dans la région naturelle de la Champagne berrichonne.

### Climat
Pour des articles plus généraux, voir Climat du Centre-Val de Loire et Climat de l'Indre.
En 2010, le climat de la commune est de type climat océanique dégradé des plaines du Centre et du Nord, selon une étude du CNRS s'appuyant sur une série de données couvrant la période 1971-2000. En 2020, Météo-France publie une typologie des climats de la France métropolitaine dans laquelle la commune est exposée à un climat océanique altéré et est dans la région climatique Centre et contreforts nord du Massif Central, caractérisée par un air sec en été et un bon ensoleillement.
Pour la période 1971-2000, la température annuelle moyenne est de 11,6 °C, avec une amplitude thermique annuelle de 15,4 °C. Le cumul annuel moyen de précipitations est de 759 mm, avec 11,1 jours de précipitations en janvier et 7,2 jours en juillet. Pour la période 1991-2020, la température moyenne annuelle observée sur la station météorologique de Météo-France la plus proche, sur la commune de Graçay à 24 km à vol d'oiseau, est de 12,1 °C et le cumul annuel moyen de précipitations est de 741,3 mm,. Pour l'avenir, les paramètres climatiques de la commune estimés pour 2050 selon différents scénarios d'émission de gaz à effet de serre sont consultables sur un site dédié publié par Météo-France en novembre 2022.

## Urbanisme

### Typologie
Au 1er janvier 2024, Issoudun est catégorisée centre urbain intermédiaire, selon la nouvelle grille communale de densité à sept niveaux définie par l'Insee en 2022.
Elle appartient à l'unité urbaine d'Issoudun, une unité urbaine monocommunale constituant une ville isolée,. Par ailleurs la commune fait partie de l'aire d'attraction d'Issoudun, dont elle est la commune-centre,. Cette aire, qui regroupe 20 communes, est catégorisée dans les aires de moins de 50 000 habitants,.

### Zonages d'études
La commune se situe dans l'unité urbaine d'Issoudun, dans l'aire urbaine d'Issoudun, dans la zone d'emploi d'Issoudun et dans le bassin de vie d'Issoudun.

### Logement
Le tableau ci-dessous présente le détail du secteur des logements de la commune :
| Date du relevé                                              | 2013   | 2015   |
| Nombre total de logements                                   | 7 788  | 7 226  |
| Résidences principales                                      | 85,7 % | 84,9 % |
| Résidences secondaires                                      | 1,8 %  | 2,1 %  |
| Logements vacants                                           | 12,5 % | 13 %   |
| Part des ménages propriétaires de leur résidence principale | 52,4 % | 54,2 % |

### Voies de communication et transports

#### Voies de communication
La route nationale N151 passe par le territoire communal ainsi que les routes départementales : 8, 9, 9A, 19, 68, 82, 131, 918 et 960.

#### Transports
La ligne des Aubrais - Orléans à Montauban-Ville-Bourbon passe par le territoire communal, une gare dessert la commune.
Issoudun est desservie par l'unique ligne du réseau de bus TIG ; par les lignes 1, 2 et 3 du réseau TIGR ; par les lignes U et V du Réseau de mobilité interurbaine et par les lignes 1.3 et 4.2 du réseau d'autocars TER Centre-Val de Loire.
L'aéroport le plus proche est l'aéroport de Châteauroux-Centre, à 27 km.

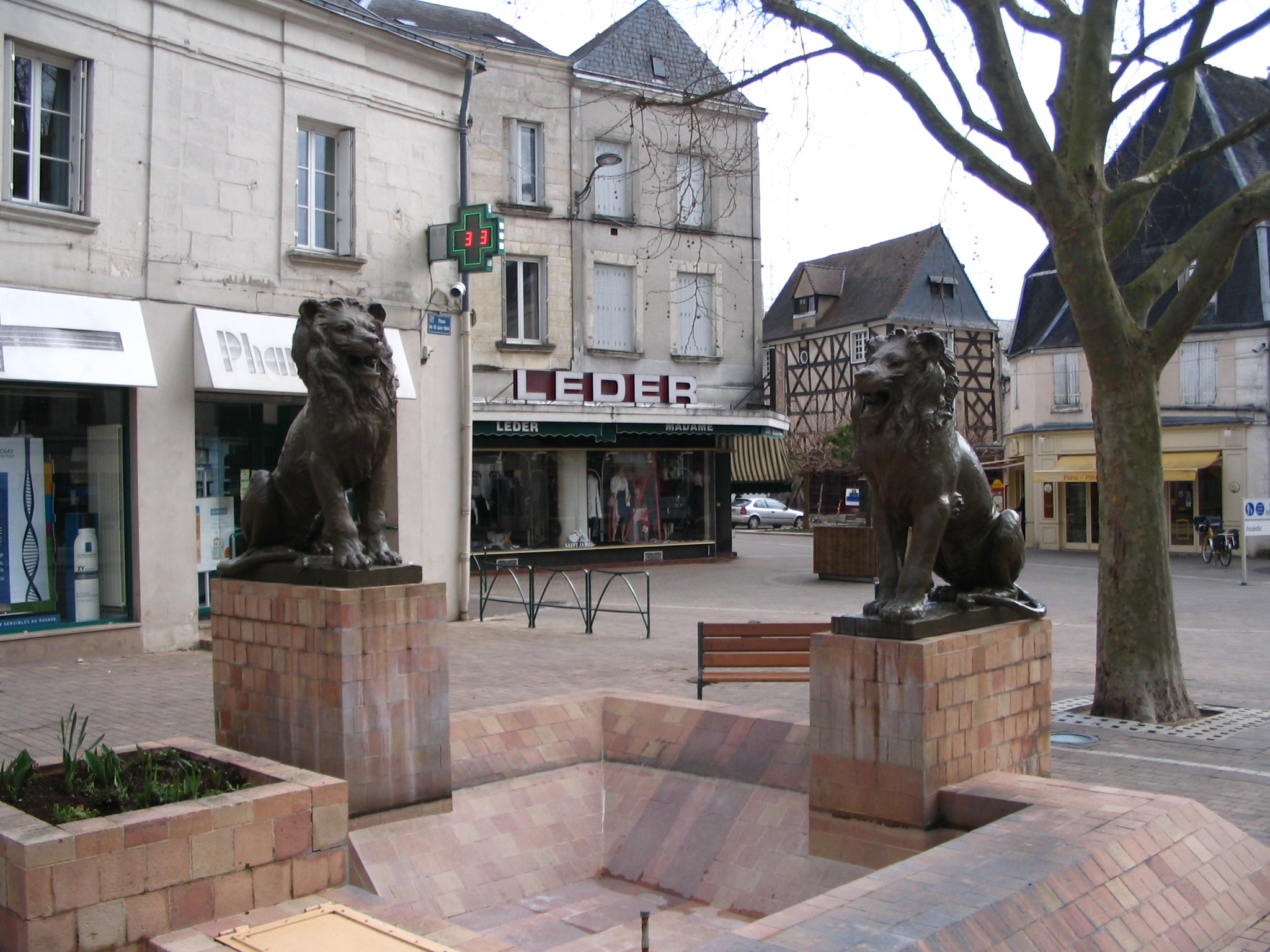
La place du 10-Juin-1944 en 2009.
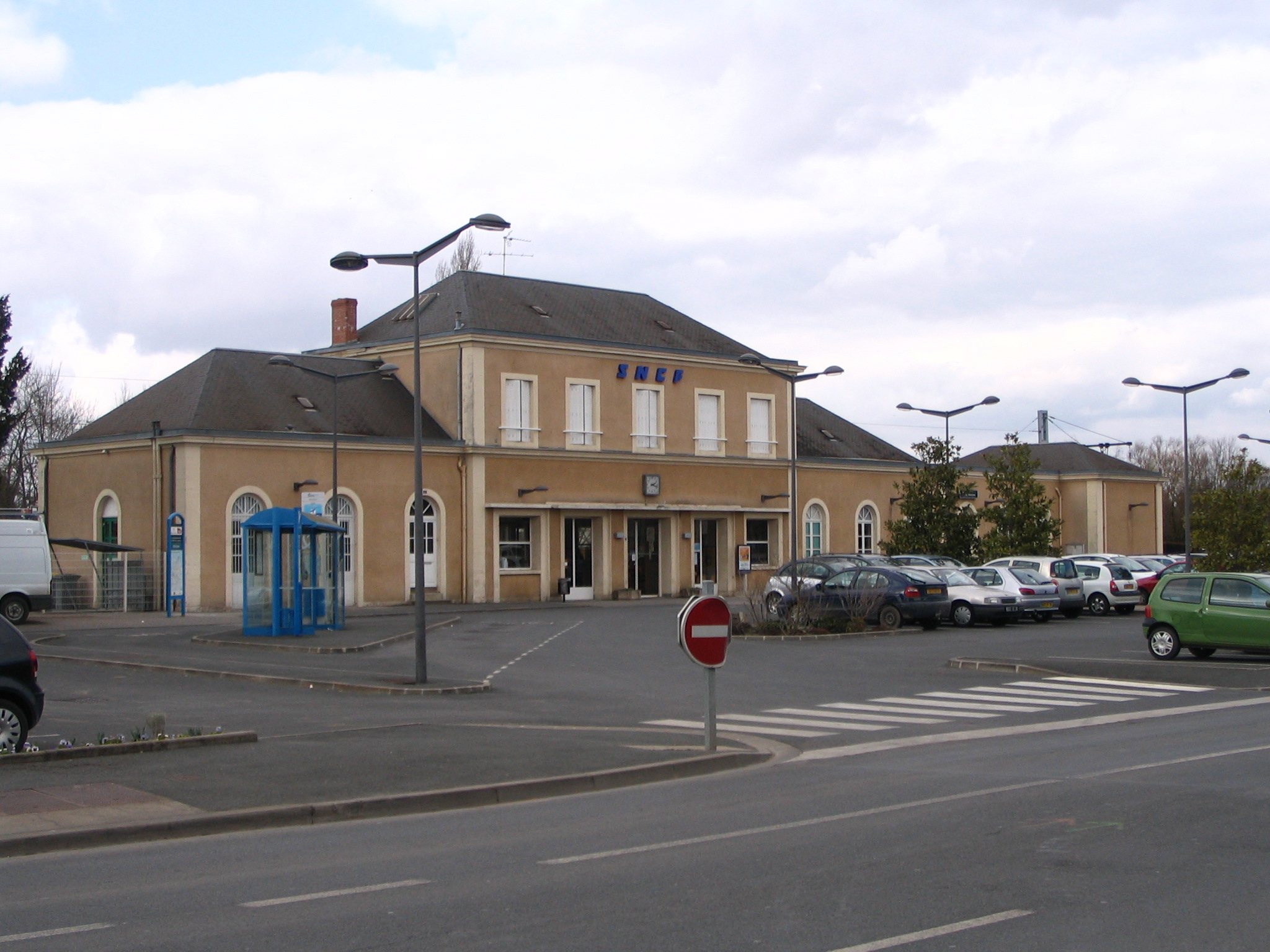
La gare en 2009.

### Risques majeurs
Le territoire de la commune d'Issoudun est vulnérable à différents aléas naturels : météorologiques (tempête, orage, neige, grand froid, canicule ou sécheresse), inondations et séisme (sismicité faible). Il est également exposé à un risque technologique, le transport de matières dangereuses. Un site publié par le BRGM permet d'évaluer simplement et rapidement les risques d'un bien localisé soit par son adresse soit par le numéro de sa parcelle.

#### Risques naturels
Certaines parties du territoire communal sont susceptibles d’être affectées par le risque d’inondation par débordement de cours d'eau, notamment la Tournemine, la Théols et la Vignole. La commune a été reconnue en état de catastrophe naturelle au titre des dommages causés par les inondations et coulées de boue survenues en 1982, 1997, 1999 et 2016,.

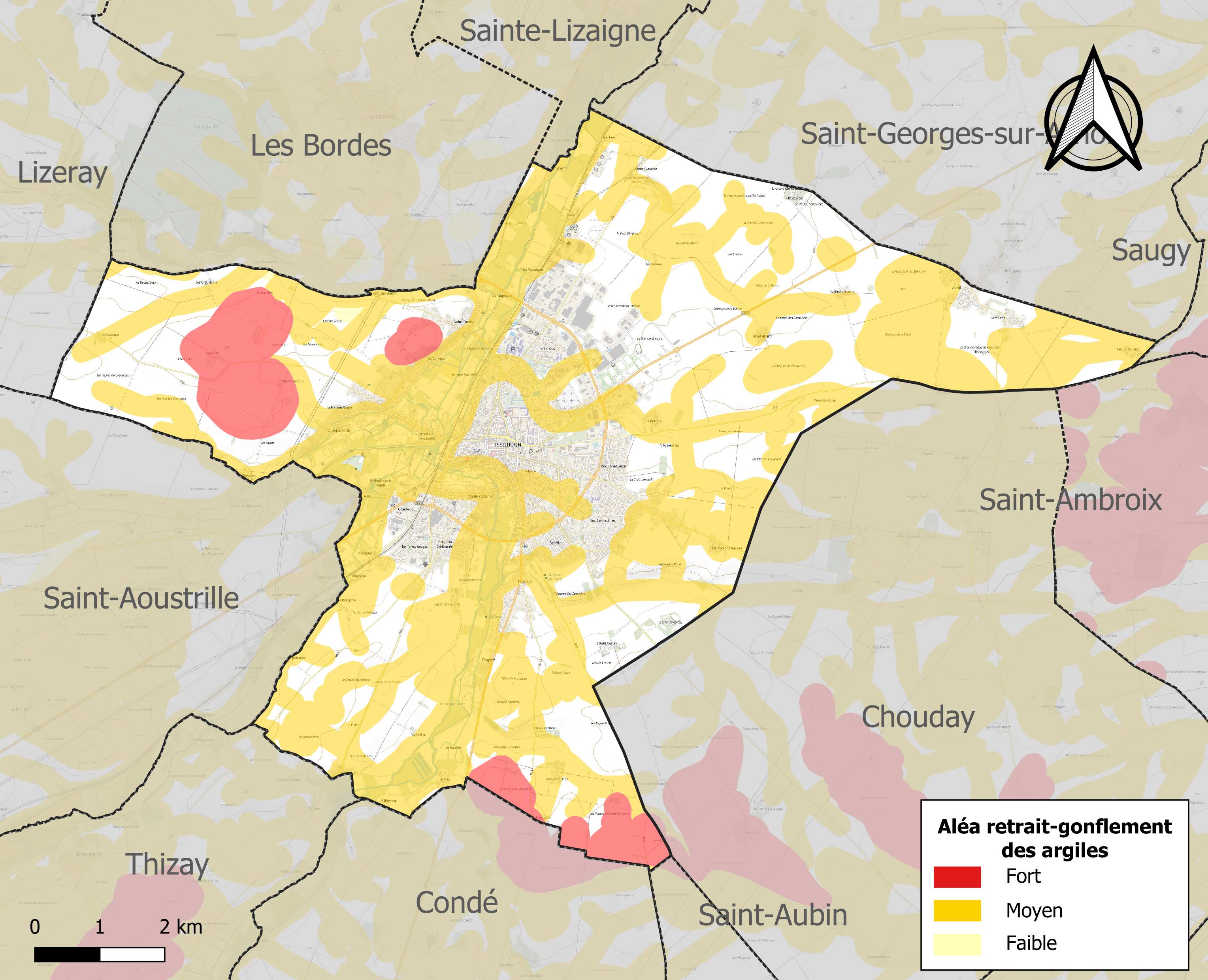
Carte des zones d'aléa retrait-gonflement des sols argileux d'Issoudun.

Le retrait-gonflement des sols argileux est susceptible d'engendrer des dommages importants aux bâtiments en cas d’alternance de périodes de sécheresse et de pluie. 61,6 % de la superficie communale est en aléa moyen ou fort (84,7 % au niveau départemental et 48,5 % au niveau national). Sur les 5 077 bâtiments dénombrés sur la commune en 2019, 2180 sont en aléa moyen ou fort, soit 43 %, à comparer aux 86 % au niveau départemental et 54 % au niveau national. Une cartographie de l'exposition du territoire national au retrait gonflement des sols argileux est disponible sur le site du BRGM,.
Concernant les mouvements de terrains, la commune a été reconnue en état de catastrophe naturelle au titre des dommages causés par la sécheresse en 2018 et 2019 et par des mouvements de terrain en 1999.
La commune est classée en zone de sismicité 2, correspondant à une sismicité faible.

#### Risques technologiques
Le risque de transport de matières dangereuses sur la commune est lié à sa traversée par des infrastructures routières ou ferroviaires importantes ou la présence d'une canalisation de transport d'hydrocarbures. Un accident se produisant sur de telles infrastructures est en effet susceptible d’avoir des effets graves au bâti ou aux personnes jusqu’à 350 m, selon la nature du matériau transporté. Des dispositions d’urbanisme peuvent être préconisées en conséquence.

## Toponymie
Le toponyme d'Issoudun est attesté sous la forme Uxellodunum en 984 ; Exoldunum en 1190.
Composé de l'élément gaulois uxello, faisant référence à ce qui est « élevé » ou « le plus haut », et du terme gaulois dunum signifiant « forteresse », ou « enceinte fortifiée », le nom porté par la ville de l'Indre renvoie donc à la notion étymologique de « forteresse élevée ».
Ses habitants sont appelés les Issoldunois.

## Histoire

### Antiquité
Située à mi-chemin de Bourges et de Châteauroux, la cité biturige d’Uxeldunum, détruite à l'approche de César et reconstruite par ce dernier est un site occupé depuis l’Antiquité sans discontinuité. Deux bornes milliaires romaines ont été retrouvées au XIXe siècle, tronquées et recreusées pour en faire des sarcophages. D'après les restes d'inscriptions déchiffrés, l'une date de Nerva et l'autre de Septime Sévère.

### Moyen Âge

Blason des Lusignan, seigneurs d'Issoudun.

Au XIe siècle, les seigneurs d’Yssoudun, princes de Déols et sires de Château-Raoul nommés Raoul, Ebbe(s) ou Eudes, frappaient leur propre monnaie. À la fin du XIIe siècle, avec l’extinction de la famille des seigneurs de Châteauroux-Déols, Issoudun, comme leur héritière Denise de Déols (1173-1207), est ballottée entre les couronnes de France et d’Angleterre : française au traité d'Azay-le-Rideau de 1189, anglaise en 1196 au traité de Gaillon, Issoudun échoit à Philippe Auguste en 1200 au traité du Goulet<. Les deux premiers maris de Denise ont en fait été choisis par les rois d'Angleterre Plantagenêts, comtes de Poitiers et ducs d'Aquitaine (et par là suzerains du Berry occidental ou Bas-Berry). Par son second époux, André de Chauvigny (1150-1202), s'accomplit la succession des seigneurs de Châteauroux et d'Issoudun, avec leur fils Guillaume Ier de Chauvigny (1188-1233), père de Guillaume II de Chauvigny (1224-1270).
Mais les Capétiens rachètent progressivement les titres des ayants droit, par exemple en 1221 et 1243. À la mort du comte de Poitiers Alphonse en août 1271, Issoudun est définitivement rattachée au domaine royal et les Chauvigny exclus (même s'il y aura des engagements ou des apanages : ainsi François d'Alençon, frère puîné d'Henri III, en est apanagé en 1576-84).
En 1356, le Prince Noir est devant la ville qui résiste ; seuls les faubourgs sont incendiés.
On trouve souvent que les Lusignan étaient sires d'Issoudun (cf. les armes ci-contre), mais il faut en fait comprendre d'Exoudun.
Le développement de la ville entraîne l’installation d’un couvent de franciscains (les Cordeliers) dans la première moitié du XIIIe siècle.
Au XVe siècle, la ville d'Issoudun connaissait une croissance d'industrie de drapier, mais souffrit d'une épidémie de peste en 1497.

### Époque moderne
Issoudun joue un rôle administratif important à partir de la fin du XVIe siècle en étant le siège d’une élection (subdivision de la généralité de Bourges) et d’une subdélégation.
La ville d’Issoudun connaît une croissance démographique au début du XVIIIe siècle, puisqu’elle passe de 2 050 feux en 1709 à 2 269 en 1726 (autour de 10 000 habitants).
Le 16 juillet 1730, la grosse cloche de l'église Saint-Paterne d'Issoudun est bénie. Son parrain est messire Joseph Bellet, abbé commendataire de l'abbaye Notre-Dame d'Issoudun, la marraine dame Marie de la Roche-Aymon, veuve de noble homme Michel Henry Agobert, sieur Deolanay, conseiller du roi, juge prévôt d'Issoudun.
En 1783, la foudre s'abat sur le clocher de l'église Saint-Paterne causant des dégradations estimées à 100 livres. Les éclairs se répandent dans plusieurs salles du presbytère, fracassant entièrement deux travées et causant 150 livres de dégâts. Cette année-là, les récoltes furent abondantes.
Honoré de Balzac disait : « N'en déplaise à Paris, Issoudun est une des plus vieilles villes de France ».

### Révolution française et Empire
À la Révolution, le choix de Châteauroux, alors seconde ville du Berry, comme préfecture du nouveau département de l'Indre, nuit au développement d'Issoudun.
Pendant la Deuxième République, Issoudun est une des villes les plus favorables au nouveau régime et aux idées de progrès. Dès son élection, le prince-président Louis-Napoléon Bonaparte (futur Napoléon III) fait arrêter les membres des sociétés dites « secrètes » qui s’étaient donné pour mission de répandre ces idées et d’acquérir le peuple à la République sociale. Les principaux membres de « La Solidarité républicaine » (120 membres) sont condamnés à la prison ferme et privés de droits civiques pour deux ans (dont Lecherbonnier, père du futur maire) en juin 1849, et finalement emprisonnés après l’appel en novembre. L’agitation est permanente jusqu’au coup d'État du 2 décembre 1851, parfois dispersée par la troupe, et la garde nationale bourgeoise dissoute car trop inactive,.
La nouvelle du coup d’État est connue dans la journée du 2 par les officiels, mais ne se répand que le 3. Les républicains s’assemblent, manifestent (1 500 à 1 800 personnes), mais, en l’absence de certitudes, n’agissent pas pour se rendre maître des bâtiments officiels. La nouvelle de la défaite des républicains de Paris arrive le soir du 4, et le dernier rassemblement a lieu le 6. Les deux compagnies du 23e léger n’ont donc pas à intervenir. La répression commence ensuite, avec 23 arrestations pour la seule ville d’Issoudun, pendant que le pouvoir s’installe : la devise Liberté-Égalité-Fraternité est effacée des bâtiments publics. Douze cabarets populaires et suspects sont fermés en janvier 1852. L’un des prisonniers se pend en cellule ; en mai, trois des défenseurs de la République sont déportés en Algérie. Le libraire Châtelin, jeune père, libéré au bout de deux mois, préfère s’exiler à Londres, où ses travaux de relieur sont officiellement récompensés. Enfin, un élève issoldunois aux idées trop avancées de l’école normale de Châteauroux est exclu de l’établissement, le gouvernement de l’Empire autoritaire surveillant tout particulièrement les instituteurs. De la même façon, l’instituteur du village des Bordes, Nicolas Florent, particulièrement apprécié de la population, donnant des cours du soir, auparavant récompensé par l’Inspection académique, est démis dès le 22 décembre.
L’opposition ne désarme pas, même si on ne peut relever dans les premières années de l’Empire que quelques condamnations pour cris séditieux. L’attentat d'Orsini, en janvier 1858, entraîne sept nouvelles arrestations d’opposants ; certains sont déportés en Algérie.

### Époque contemporaine
Depuis la fin du XIXe siècle, Issoudun est un centre important de dévotion et de pèlerinage à la Vierge Marie. Elle est appelée la « ville de Notre-Dame-du-Sacré-Cœur ».
De 1875 à 1920, Issoudun est ville de garnison du 68e régiment d'infanterie de ligne avec Le Blanc (1er et 2e bataillon à Issoudun, état-major et 3e bataillon au Blanc).
Durant la Première Guerre mondiale, un centre d'instruction d'élèves aspirants s'installa à la caserne Châteaurenault. On note, parmi eux, la présence du futur général Kœnig.

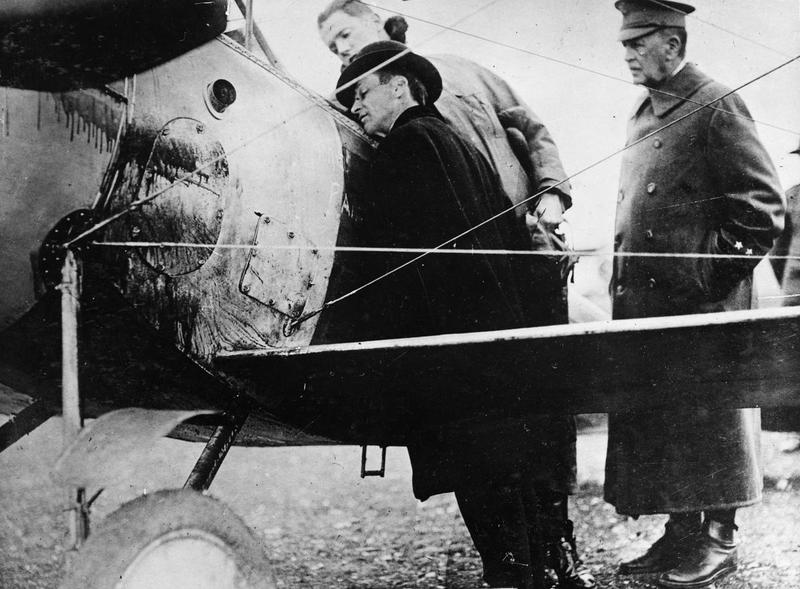
Le 8 avril 1918, le secrétaire à la Guerre des États-Unis Newton D. Baker et le major-général William Murray Black, inspectant un avion Nieuport sur la base américaine d’Issoudun.

Entre fin 1917 et juin 1919, le 3e centre d'instruction de ce qui deviendra en 1919 l’United States Army Air Service est installé sur une commune voisine (Lizeray), après l'entrée en guerre des États-Unis, en soutien du corps expéditionnaire américain. C'est la plus grande base aérienne américaine hors métropole avec sept camps, onze terrains d'aviation et deux hôpitaux de campagne répartis sur environ 1 300 hectares. Servis par 7 500 personnes, 766 pilotes de chasse y furent formés et 171 militaires américains sont morts dans ces camps d'entraînement.
La caserne Jardon, désaffectée, est utilisée en 1938 pour héberger 383 réfugiés de la guerre d'Espagne. Entre le 29 janvier et le 8 février 1939, plus de 2 000 réfugiés espagnols fuyant l'effondrement de la république espagnole devant les troupes de Franco, arrivent dans l’Indre. Contrairement aux départements voisins qui font appel aux communes, l’Indre réussit à les regrouper dans seulement trois, puis sept centres, ce qui permet un meilleur contrôle de cette population considérée comme dangereuse (notamment sur le plan sanitaire). Les réfugiés, essentiellement des femmes et des enfants, sont soumis à une quarantaine stricte, vaccinés, le courrier est limité, le ravitaillement, s'il est peu varié et cuisiné à la française, est cependant assuré. Un gymnase est converti en infirmerie pour soigner les victimes d’épidémie.
En 1940-1942, Issoudun est ville de garnison du 1er régiment d’infanterie et du 72e régiment d’artillerie.
Au mois de mai 1940, la ville est victime d'un bombardement aérien faisant près de 110 victimes.
Le 10 septembre 1944, la colonne Elster qui faisait retraite du Sud de la France vers l’Allemagne, fait sa reddition à Issoudun. Le commando du 3e SAS, composé de Français, reçoit la reddition.
Depuis 1950, la région d'Issoudun accueille un centre émetteur radio en ondes courtes qui permet de diffuser les programmes de Radio France internationale vers l'étranger, situé sur la commune de Saint-Aoustrille.
En septembre 2003, dans le cadre du redéploiement des forces de l'ordre en France, le commissariat de police d'Issoudun est définitivement fermé. C'est à présent la gendarmerie qui assure la sécurité et qui voit ses effectifs étoffés avec la création d'une brigade des recherches, d'un peloton de surveillance et d'intervention et d'une brigade motorisée. La compagnie de gendarmerie d'Issoudun, jusque-là une des plus petites de la région de gendarmerie du Centre et menacée de dissolution reprend une importance capitale dans le département de l'Indre.
En 2008 le palais de justice de la commune est fermé définitivement.

## Politique et administration

### Découpage territorial
Issoudun est membre :
- de la communauté de communes du Pays d'Issoudun ;
- du canton d'Issoudun ;
- de l'arrondissement d'Issoudun ;
- de la deuxième circonscription de l'Indre.

La commune fut de 1973 à 2015 rattachée et fractionnée en deux cantons : Issoudun-Nord et Issoudun-Sud.

### Administration municipale

#### Tendances politiques et résultats
| Élections présidentielles, résultats des deuxièmes tours.                                                | Élections présidentielles, résultats des deuxièmes tours. | Élections présidentielles, résultats des deuxièmes tours. | Élections présidentielles, résultats des deuxièmes tours. | Élections présidentielles, résultats des deuxièmes tours. | Élections présidentielles, résultats des deuxièmes tours. | Élections présidentielles, résultats des deuxièmes tours. | Élections présidentielles, résultats des deuxièmes tours. |
| Année | Élu                                                       | Élu                                                       | Élu                                                       | Battu                                                     | Battu                                                     | Battu                                                     | Participation                                             |
| --- | --------------------------------------------------------- | --------------------------------------------------------- | --------------------------------------------------------- | --------------------------------------------------------- | --------------------------------------------------------- | --------------------------------------------------------- | --------------------------------------------------------- |
| 2002 | 84,7 %                                                    | Jacques Chirac                                            | RPR                                                       | 15,3 %                                                    | Jean-Marie Le Pen                                         | FN                                                        | 78,43 %                                                   |
| 2007 | 42,23 %                                                   | Nicolas Sarkozy                                           | UMP                                                       | 57,77 %                                                   | Ségolène Royal                                            | PS                                                        | 82,38 %                                                   |
| 2012 | 65,02 %                                                   | François Hollande                                         | PS                                                        | 34,98 %                                                   | Nicolas Sarkozy                                           | UMP                                                       | 77,11 %                                                   |
| 2017 | 64,53 %                                                   | Emmanuel Macron                                           | EM                                                        | 35,47 %                                                   | Marine Le Pen                                             | FN                                                        | 68,87 %                                                   |
| 2022 | 53,25 %                                                   | Emmanuel Macron                                           | LREM                                                      | 46,75 %                                                   | Marine Le Pen                                             | RN                                                        | 65,77 %                                                   |
| Élections législatives, résultats des deux meilleurs scores du dernier tour de scrutin.                  |                                                           |                                                           |                                                           |                                                           |                                                           |                                                           |                                                           |
| Année | Élu                                                       | Élu                                                       | Élu                                                       | Battu                                                     | Battu                                                     | Battu                                                     | Participation                                             |
| Issoudun est répartie sur plusieurs circonscriptions, cf. les résultats des .                            |                                                           |                                                           |                                                           |                                                           |                                                           |                                                           |                                                           |
| Avant 2010, Issoudun est répartie sur plusieurs circonscriptions, cf. les résultats des .                |                                                           |                                                           |                                                           |                                                           |                                                           |                                                           |                                                           |
| 2002 | 58.49 %                                                   | André Laignel                                             | PS                                                        | 41.51 %                                                   | Nicolas Forissier                                         | UMP                                                       | 65.87 %                                                   |
| 2007 | 54.21 %                                                   | Marie-Françoise Bechtel                                   | DVG                                                       | 45.79 %                                                   | Nicolas Forissier                                         | UMP                                                       | 57.14 %                                                   |
| Après 2010, Issoudun est répartie sur plusieurs circonscriptions, cf. les résultats de .                 |                                                           |                                                           |                                                           |                                                           |                                                           |                                                           |                                                           |
| 2012 | 67.41 %                                                   | Isabelle Bruneau                                          | PS                                                        | 32.59 %                                                   | Nicolas Forissier                                         | UMP                                                       | 57.56 %                                                   |
| 2017 | 56.93 %                                                   | Sophie Guerin                                             | MDM                                                       | 43.07 %                                                   | Nicolas Forissier                                         | UMP                                                       | 39.73 %                                                   |
| 2022 | 58.14 %                                                   | Nicolas Forissier                                         | LR                                                        | 41.86 %                                                   | Fabien Thirion                                            | RN                                                        | 39.93 %                                                   |
| 2024 | 58.25 %                                                   | Nicolas Forissier                                         | LR                                                        | 51.75 %                                                   | Marc Siffert                                              | UXD                                                       | 58.26 %                                                   |
| Élections européennes, résultats des deux meilleurs scores.                                              |                                                           |                                                           |                                                           |                                                           |                                                           |                                                           |                                                           |
| Année | Liste 1re                                                 | Liste 1re                                                 | Liste 1re                                                 | Liste 2e                                                  | Liste 2e                                                  | Liste 2e                                                  | Participation                                             |
| 2004 | 50.63 %                                                   | Catherine Guy-Quint                                       | PS                                                        | 13.81 %                                                   | Brice Hortefeux                                           | UMP                                                       | 48.62 %                                                   |
| 2009 | 24.85 %                                                   | Henri Weber                                               | PS                                                        | 22.36 %                                                   | Jean-Pierre Audy                                          | UMP                                                       | 39.69 %                                                   |
| 2014 | 24.62 %                                                   | Bernard Monot                                             | FN                                                        | 21.82 %                                                   | Jean-Paul Denanot                                         | PS                                                        | 38.66 %                                                   |
| 2019 | 26.17 %                                                   | Jordan Bardella                                           | FN                                                        | 19.26 %                                                   | Nathalie Loiseau                                          | LREM                                                      | 46.94 %                                                   |
| 2024 | 36.66 %                                                   | Jordan Bardella                                           | RN                                                        | 16.86 %                                                   | Raphaël Glucksmann                                        | Réveiller l'Europe                                        | 45.29 %                                                   |
| Élections régionales, résultats des deux meilleurs scores.                                               |                                                           |                                                           |                                                           |                                                           |                                                           |                                                           |                                                           |
| Année | Liste 1re                                                 | Liste 1re                                                 | Liste 1re                                                 | Liste 2e                                                  | Liste 2e                                                  | Liste 2e                                                  | Participation                                             |
| 2004 | 61.34 %                                                   | Michel Sapin                                              | PS                                                        | 25.57 %                                                   | Serge Vinçon                                              | UMP                                                       | 63.90 %                                                   |
| 2010 | 66.02 %                                                   | François Bonneau                                          | PS                                                        | 23.50 %                                                   | Hervé Novelli                                             | UMP                                                       | 51.02 %                                                   |
| 2015 | 50.63 %                                                   | François Bonneau                                          | PS                                                        | 26.52 %                                                   | Philippe Loiseau                                          | FN                                                        | 54.05 %                                                   |
| 2021 | 58.58 %                                                   | François Bonneau                                          | PS                                                        | 23.25 %                                                   | Nicolas Forissier                                         | LR                                                        | 19.42 %                                                   |
| Élections cantonales                                                                                     |                                                           |                                                           |                                                           |                                                           |                                                           |                                                           |                                                           |
| Année | Élu                                                       | Élu                                                       | Élu                                                       | Battu                                                     | Battu                                                     | Battu                                                     | Participation                                             |
| Issoudun est répartie sur plusieurs cantons, cf. les résultats de ceux de Issoudun-Nord et Issoudun-Sud. |                                                           |                                                           |                                                           |                                                           |                                                           |                                                           |                                                           |
| 2001 | %                                                         |                                                           |                                                           | %                                                         |                                                           |                                                           | %                                                         |
| 2004 | %                                                         |                                                           |                                                           | %                                                         |                                                           |                                                           | %                                                         |
| 2008 | %                                                         |                                                           |                                                           | %                                                         |                                                           |                                                           | %                                                         |
| 2011 | %                                                         |                                                           |                                                           | %                                                         |                                                           |                                                           | %                                                         |
| Élections départementales, résultats des deux meilleurs scores du dernier tour de scrutin.               |                                                           |                                                           |                                                           |                                                           |                                                           |                                                           |                                                           |
| Année | Élus                                                      | Élus                                                      | Élus                                                      | Battus                                                    | Battus                                                    | Battus                                                    | Participation                                             |
| Issoudun est répartie sur plusieurs cantons, cf. les résultats de ceux de .                              |                                                           |                                                           |                                                           |                                                           |                                                           |                                                           |                                                           |
| 2015 | %                                                         |                                                           |                                                           | %                                                         |                                                           |                                                           | %                                                         |
| 2021 | %                                                         |                                                           |                                                           | %                                                         |                                                           |                                                           | %                                                         |
| Référendums.                                                                                             |                                                           |                                                           |                                                           |                                                           |                                                           |                                                           |                                                           |
| Année | Oui (national)                                            | Oui (national)                                            | Oui (national)                                            | Non (national)                                            | Non (national)                                            | Non (national)                                            | Participation                                             |
| 1992 | % (51,04 %)                                               | % (51,04 %)                                               | % (51,04 %)                                               | % (48,96 %)                                               | % (48,96 %)                                               | % (48,96 %)                                               | %                                                         |
| 2000 | % (73,21 %)                                               | % (73,21 %)                                               | % (73,21 %)                                               | % (26,79 %)                                               | % (26,79 %)                                               | % (26,79 %)                                               | %                                                         |
| 2005 | % (45,33 %)                                               | % (45,33 %)                                               | % (45,33 %)                                               | % (54,67 %)                                               | % (54,67 %)                                               | % (54,67 %)                                               | %                                                         |

### Liste des maires
| Période                                  | Période      | Identité                  | Étiquette          | Qualité |
| ---------------------------------------- | ------------ | ------------------------- | ------------------ | --- |
| 1944                                     | 1947         | Martin de Laulerie        |                    | Médecin |
| mars 1947                                | octobre 1947 | Maurice Vallé (1904-1990) | SFIO               | Artisan mégissier, ancien premier adjoint Conseiller général d'Issoudun-Sud (1947 → 1951) |
| octobre 1947                             | mai 1949     | Marcel Peyrat             | PCF                | Moniteur d'auto-école Député de l'Indre (1946 → 1951) |
| mai 1949,                                | mars 1971    | René Caillaud             | Ind. puis Rad.soc. | Comptable Sénateur de l'Indre (1955 → 1958) Député de l'Indre (2e circ.) (1958 → 1962) Conseiller général d'Issoudun-Nord (1949 → 1973) Vice-président du conseil général de l'Indre |
| mars 1971                                | mars 1977    | Maurice Rousselle         |                    | |
| mars 1977,                               | En cours     | André Laignel             | PS                 | Universitaire Secrétaire d'État (1988 → 1993) Député européen (1994 → 1999, 2001 et 2004 → 2009) Député de l'Indre (2e circ. puis Indre) (1981 → 1988) Conseiller général d'Issoudun-Sud (1976 → 2004) Président du conseil général de l'Indre (1979 → 1985) Président de la CC du Pays d'Issoudun (1993 → ) |
| Les données manquantes sont à compléter. |              |                           |                    | |

### Jumelages
La commune est jumelée avec :
- Notre-Dame-du-Sacré-Cœur-d'Issoudun (Canada) depuis 1977.

## Équipements et services publics

### Eau et déchets
La ville a engagé une politique de développement durable en lançant une démarche d'Agenda 21 en 2008.

### Espaces publics
- Office de tourisme[91]
- Hôtel des impôts[92]
- Centre des impôts[92]
- Trésor public[92]
- Pôle emploi[93]
- Caisse d'allocations familiales[94]
- Centre d'information et d'orientation[95]

### Enseignement
La commune dépend de la circonscription académique d'Issoudun.

### Postes et télécommunications
Issoudun compte un bureau de poste.

### Santé
La commune possède un centre hospitalier doté d'un service des urgences ainsi qu'une unité de rééducation fonctionnelle.

### Justice, sécurité, secours et défense
- Sous-préfecture[100]
- Gendarmerie nationale[101]
- Centre de secours principal[102]
- Centre d'entretien et d'exploitation des routes du conseil départemental de l'Indre[103]

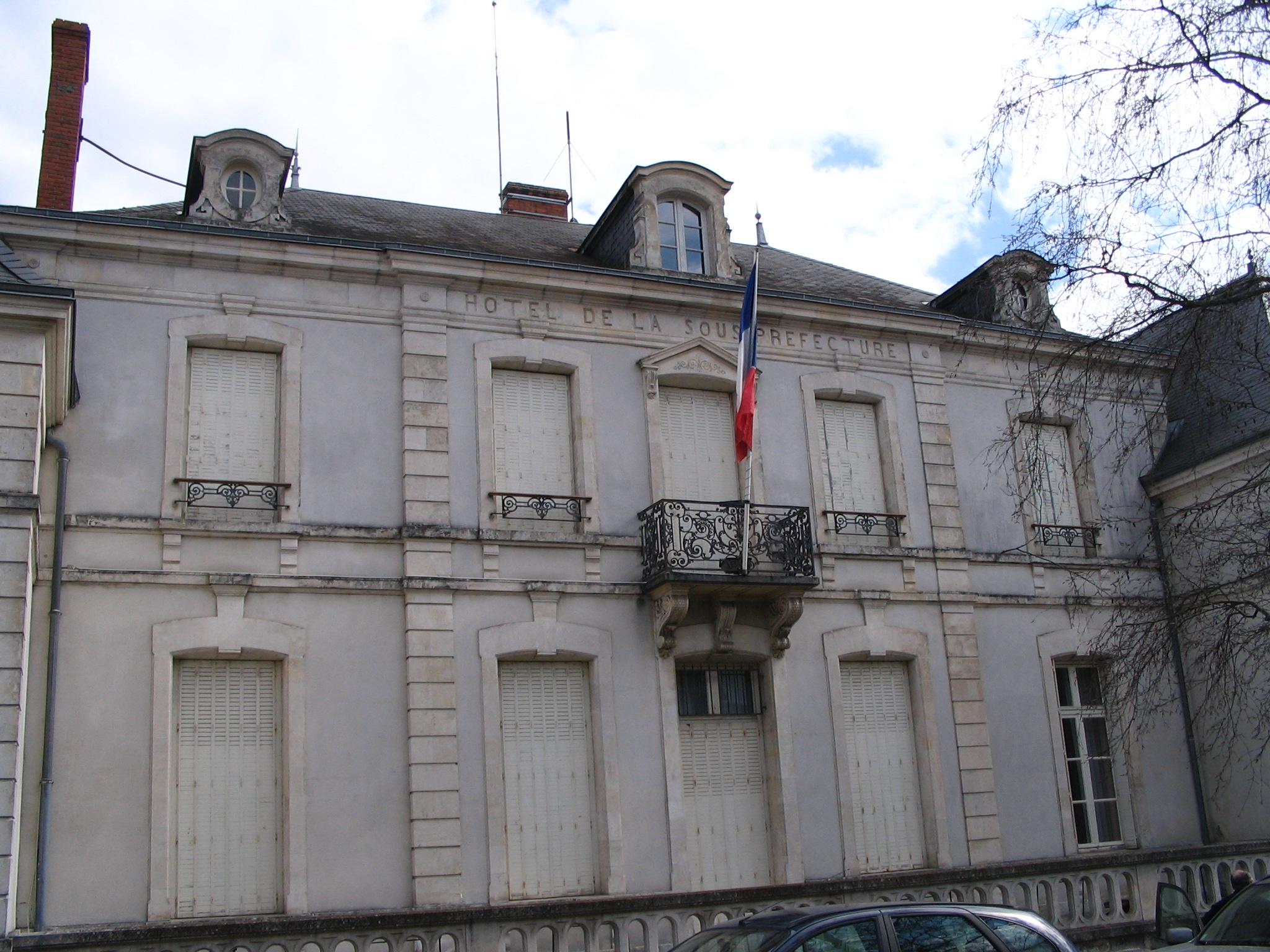
La sous-préfecture en 2009.

## Population et société

### Démographie
L'évolution du nombre d'habitants est connue à travers les recensements de la population effectués dans la commune depuis 1793. Pour les communes de plus de 10 000 habitants les recensements ont lieu chaque année à la suite d'une enquête par sondage auprès d'un échantillon d'adresses représentant 8 % de leurs logements, contrairement aux autres communes qui ont un recensement réel tous les cinq ans,.

En 2022, la commune comptait 10 953 habitants, en évolution de −7,87 % par rapport à 2016 (Indre : −3 %, France hors Mayotte : +2,11 %).
| 1793   | 1800   | 1806   | 1821   | 1831   | 1836   | 1841   | 1846   | 1851   |
| ------ | ------ | ------ | ------ | ------ | ------ | ------ | ------ | ------ |
| 13 491 | 10 265 | 10 719 | 11 077 | 11 664 | 11 654 | 12 234 | 12 852 | 13 346 |

| 1856   | 1861   | 1866   | 1872   | 1876   | 1881   | 1886   | 1891   | 1896   |
| ------ | ------ | ------ | ------ | ------ | ------ | ------ | ------ | ------ |
| 13 320 | 14 282 | 14 261 | 14 230 | 13 703 | 14 928 | 15 231 | 13 564 | 14 116 |

| 1901   | 1906   | 1911   | 1921   | 1926   | 1931   | 1936   | 1946   | 1954   |
| ------ | ------ | ------ | ------ | ------ | ------ | ------ | ------ | ------ |
| 14 222 | 13 949 | 13 709 | 11 893 | 11 809 | 11 684 | 11 511 | 12 645 | 12 945 |

| 1962   | 1968   | 1975   | 1982   | 1990   | 1999   | 2006   | 2011   | 2016   |
| ------ | ------ | ------ | ------ | ------ | ------ | ------ | ------ | ------ |
| 13 900 | 15 108 | 15 956 | 14 696 | 13 859 | 13 685 | 13 930 | 12 931 | 11 888 |

| 2021   | 2022   | - | - | - | - | - | - | - |
| ------ | ------ | - | - | - | - | - | - | - |
| 10 992 | 10 953 | - | - | - | - | - | - | - |

Depuis le début des années 2000, André Laignel, maire de la commune, conteste le principe du recensement mis en œuvre par l'Insee pour les communes de plus de 10 000 habitants, recensement basé sur un échantillon de 8 % de la population chaque année. Il considère que les résultats publiés par l'Insee sont erronés et qu'en conséquence la dotation globale de fonctionnement versée par l’État devrait être plus élevée : « Je suis dans mon rôle en tenant tête à l’État. Je défends l’intérêt de ma commune et de ses habitants en exigeant que l’État riche cesse de me prendre de l’argent à moi qui suis pauvre » et poursuit « De nombreux maires sont critiques et partagent mes vues, mais ils n’ont pas forcément la démarche qui est la mienne. Ils râlent, mais rentrent dans le rang comme des bons bougres ». Trois autres communes, dont Montreuil et Sevran en Seine-Saint-Denis, ont été dans ce cas mais se sont finalement ralliées à la méthode de l'Insee.

### Manifestations culturelles et festivités
- Fêtes de la Tour Blanche, Festival de théâtre de rue tous les ans le week-end de l'Ascension en centre-ville.
- Chaque année, le 8 septembre, la basilique de Notre-Dame-du-Sacré-Cœur sert de cadre à un important pèlerinage.
- Festival Guitare Issoudun - (week-end de la Toussaint).
- Foire de la Toussaint avec une fête foraine.
- Foire du tout et du rien, grande brocante organisée au profit d'associations caritatives le premier week-end de septembre.
- Marché de la moto, pièces et véhicules deux fois par an en avril et octobre.
- De 2013 à 2019, Issoudun Reggae Temple, festival de musique[108].

### Sports
Issoudun est traversée par le sentier de grande randonnée de pays de la Champagne berrichonne.
La commune possède un club de rugby « Rugby Club Issoudun » qui évolue en Fédérale 3 et un club omnisports « Sports Athletiques Issoldunois » dont la section football évolue en Promotion Honneur de la Ligue du Centre de football. Le club compte à son palmarès une Division Honneur remportée en 1996.
La section de handball de l'Avenir Club Issoudun possède des équipes seniors garçons et filles ayant évolué en championnat de France de Nationale 3 (5e niveau national) durant de nombreuses saisons.
Issoudun dispose d'un vol à voile sur l'aérodrome d'Issoudun-le-Fay. Il y est régulièrement organisé des concours et notamment le championnat de France de vol à voile.
La commune a accueilli le 14 juillet 2009, l'arrivée de la 10e étape du Tour de France 2009 de cyclisme.

### Médias
La commune est couverte par les médias suivants : La Nouvelle République du Centre-Ouest, Le Berry républicain, L'Écho - La Marseillaise, La Bouinotte, Le Petit Berrichon, France 3 Centre-Val de Loire, Berry Issoudun Première, Vibration, Forum, France Bleu Berry et RCF en Berry.

#### Centre de transmission
Le centre de diffusion international de TDF (Télédiffusion de France) est à Issoudun/ Ste Aoustrile. Le centre est actuellement utilisé par TDF pour les transmissions en ondes courtes. Le site utilise 12 antennes rotatives ALLISS alimentées par 12 émetteurs de 500 kW chacun pour transmettre les émissions en ondes courtes de Radio France internationale (RFI), ainsi que d'autres services de diffusion.

RFI at Issoudun
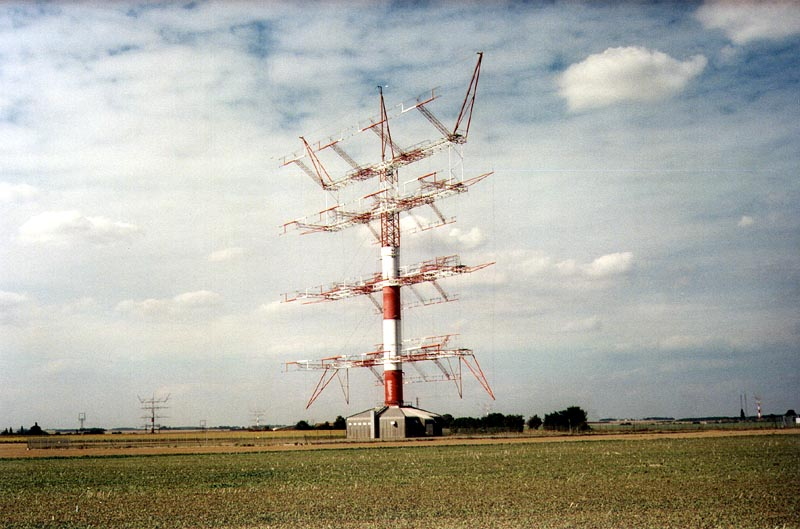
Volga ALLISS Module
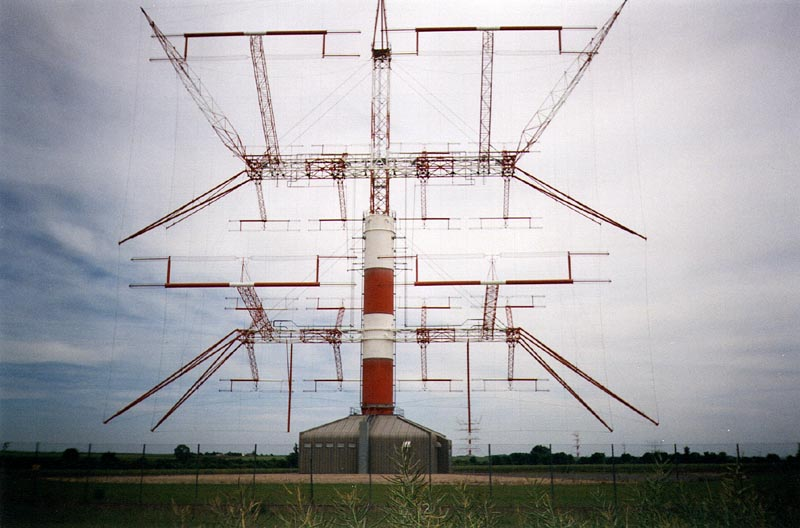
Ganges ALLISS Module
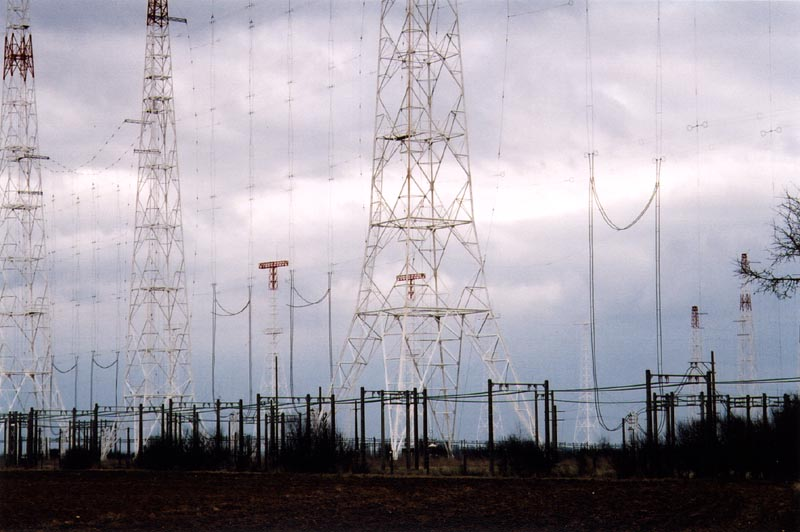
Former RFI Issoudun Relay station feeders and curtain arrays
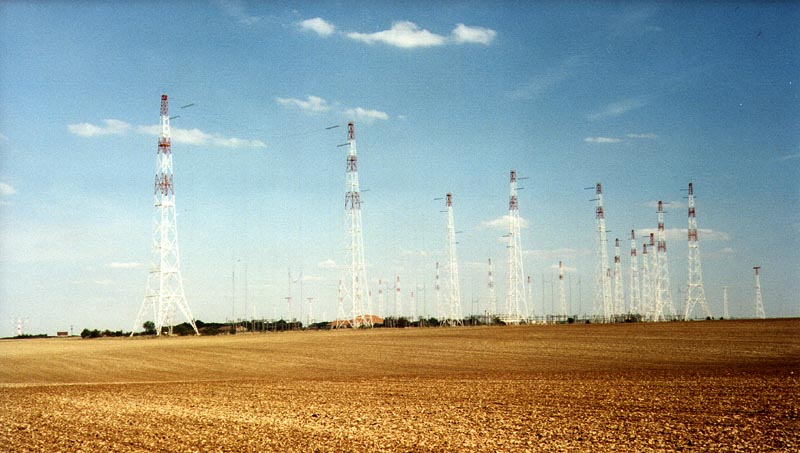
Former RFI Issoudun Relay curtain arrays (1990s)

Issoudun a été un lieu de tournage du troisième volet de la série de films Les Visiteurs, Les Visiteurs 3 : La Révolution.

### Cultes

#### Catholique
La commune d'Issoudun dépend de l'archidiocèse de Bourges, du doyenné de Champagne berrichonne et de la paroisse de Saint-Cyr. Le lieu de culte est l'église Saint-Cyr et la basilique Notre-Dame-du-Sacré-Cœur.

## Économie

### Revenus de la population et fiscalité
Le revenu net déclaré moyen par foyer fiscal et le pourcentage de foyers fiscaux imposables sont présentés dans les tableaux ci-dessous, :
|                     | 2009     | 2015     |
| Issoudun            | ?€       | 18 793 € |
| Indre               | 19 310 € | 19 175 € |
| Centre-Val de Loire | 22 400 € | 20 494 € |
| France              | 23 433 € | 20 566 € |

|                     | 2009   | 2015   |
| Issoudun            | ?%     | 49 %   |
| Indre               | 47,9 % | 48,7 % |
| Centre-Val de Loire | 55,1 % | 55,5 % |
| France              | 54,3 % | 55,4 % |

### Entreprises et commerces
Son tissu industriel se compose de quelques grosses entreprises, comme Safran Seats (groupe Safran, anciennement Zodiac Aerospace), Vivarte, Louis Vuitton, et d'une multitude de PME. La multinationale mexicaine de matériaux de construction, Cemex, y possède une unité de béton prêt à l'emploi. Elle compte aussi une usine de Boortmalt, qui traite de l'orge en utilisant une chaufferie biomasse et prévoit d'installer une centrale de chauffage solaire pour réduire sa consommation de gaz naturel.
La culture de la lentille verte du Berry est présente dans la commune.
La commune se trouve dans l'aire géographique et dans la zone de production du lait, de fabrication et d'affinage du fromage Valençay.

### Tourisme et hébergement
Le camping municipal des Taupeaux dispose de 49 emplacements.

## Culture locale et patrimoine

### Architecture contemporaine remarquable
Depuis 2016, Issoudun bénéficie du label architecture contemporaine remarquable.
Issoudun a obtenu au concours des villes et villages fleuris quatre fleurs en : 2004, 2005, 2006, 2007, 2008, 2011, 2013 et 2014.

### Lieux et monuments
- Le château de Frapesle : il a abrité Honoré de Balzac lors de ses séjours dans la ville chez ses amis Carraud. Balzac y écrira une bonne partie de César Birotteau. Par ailleurs, Balzac situera à Issoudun, plusieurs scènes de la Rabouilleuse.
- L'abbaye Notre-Dame d'Yssoudun fondée au Xe siècle[121]. Installée d'abord dans un faubourg d'Issoudun, cette abbaye bénédictine fut dédiée à saint Martin, puis à saint Paterne. Ce n'est qu'après son installation dans l'enceinte du château d'Issoudun, au cours du XIe siècle, qu'elle prit le nom de Notre-Dame, à l'époque où les seigneurs de Déols étaient seigneurs d'Issoudun. Il ne reste aujourd'hui rien de cette abbaye qui fut supprimée en 1782[122]
- L'église Saint-Cyr d'Issoudun[123] : construite au XVe siècle. Charlemagne est considéré comme le créateur de cette église, qui a été incendiée par les troupes anglaises lors de la chevauchée du Prince noir en 1356. L'édifice est classé le 2 août 1930 et inscrit le 8 octobre 1931, au titre des monuments historiques ;
- La tour Blanche du XIIe siècle (1195-1202)[124] : donjon attribué à Richard Cœur de Lion, récemment restauré. Haute de 27 m, elle a des murs de 4 m d'épaisseur. Un escalier de 150 marches permet d'accéder aux trois étages de la tour et de profiter du panorama[Note 5] ;
- La porte dite de l'Horloge des XIIe et XVIe siècles : sa façade nord-est décorée dans un style Renaissance ;
- La basilique Notre-Dame-du-Sacré-Cœur ;
- Le monument aux morts ;
- La piscine à vagues.
- De nombreuses maisons (XVe siècle).

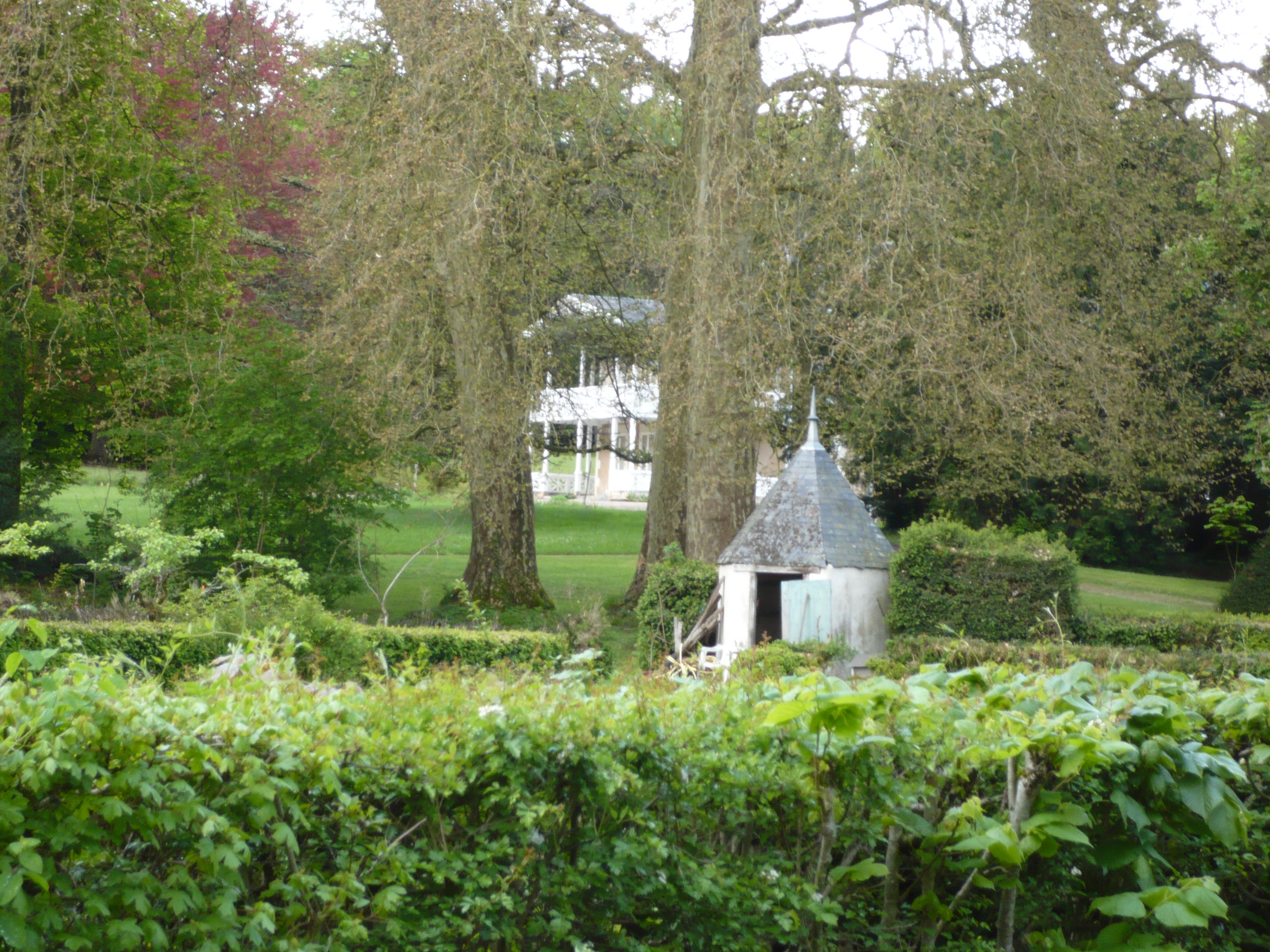
Le château de Frapesle.
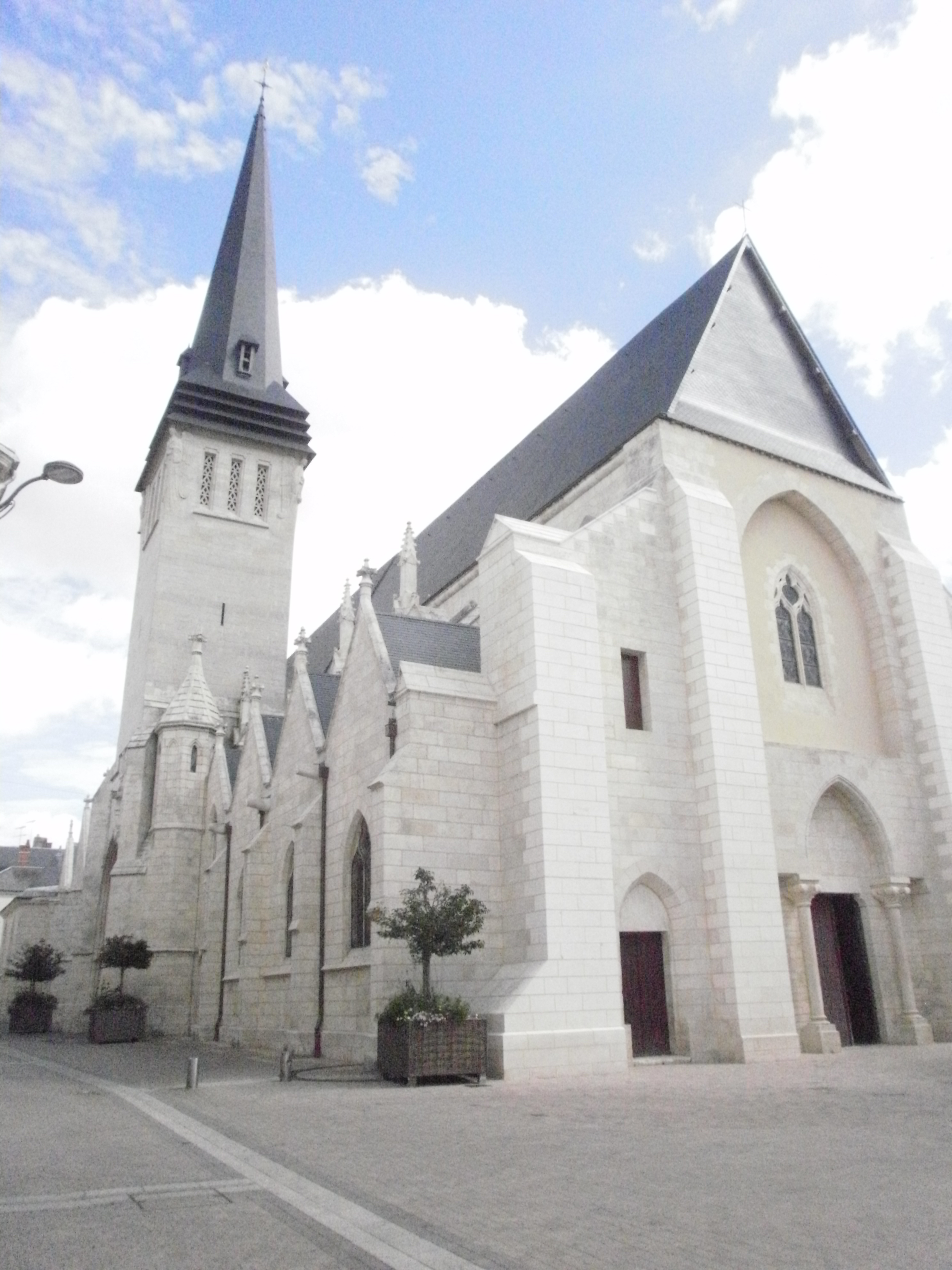
L'église Saint-Cyr.
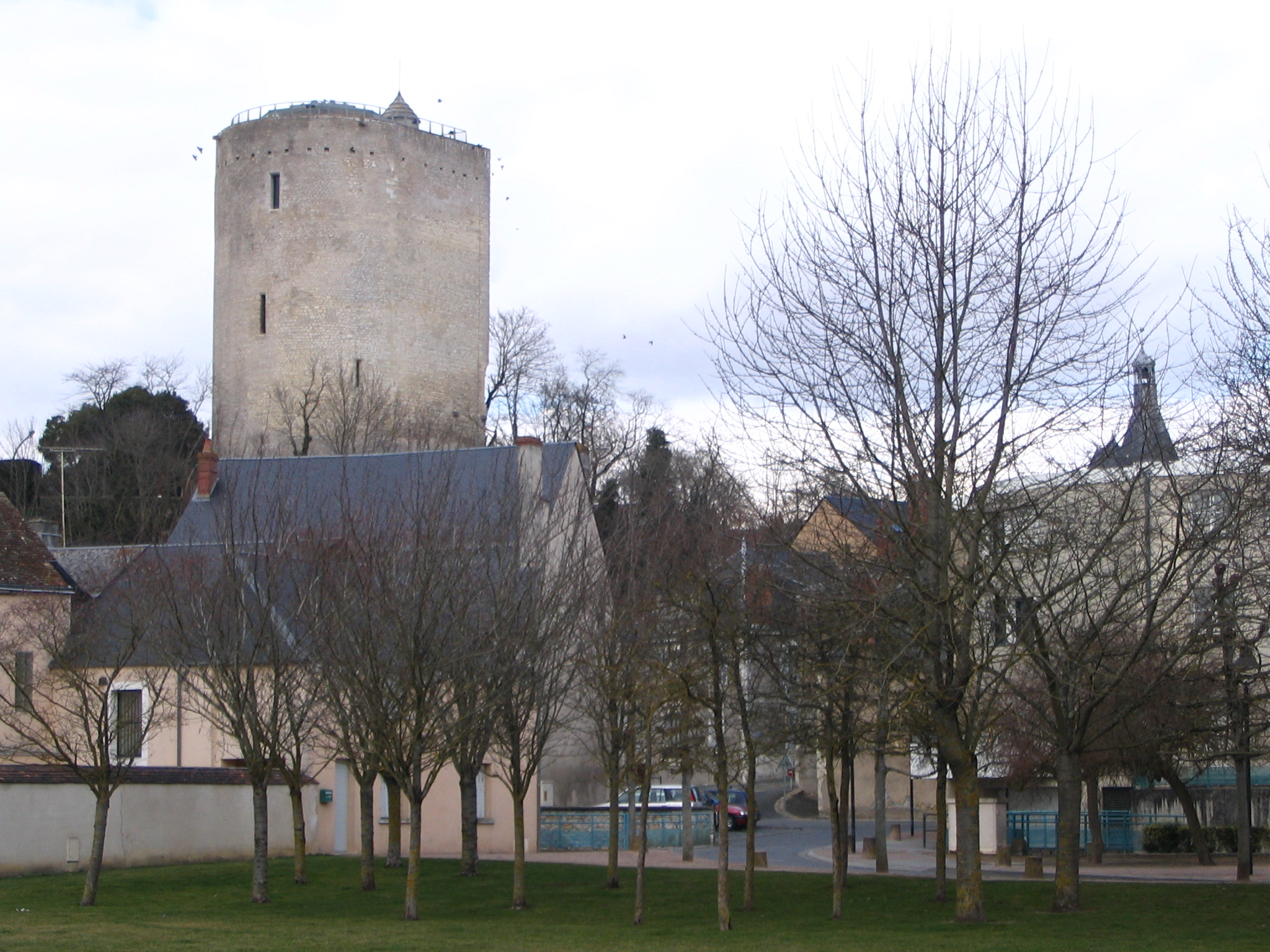
La tour Blanche.
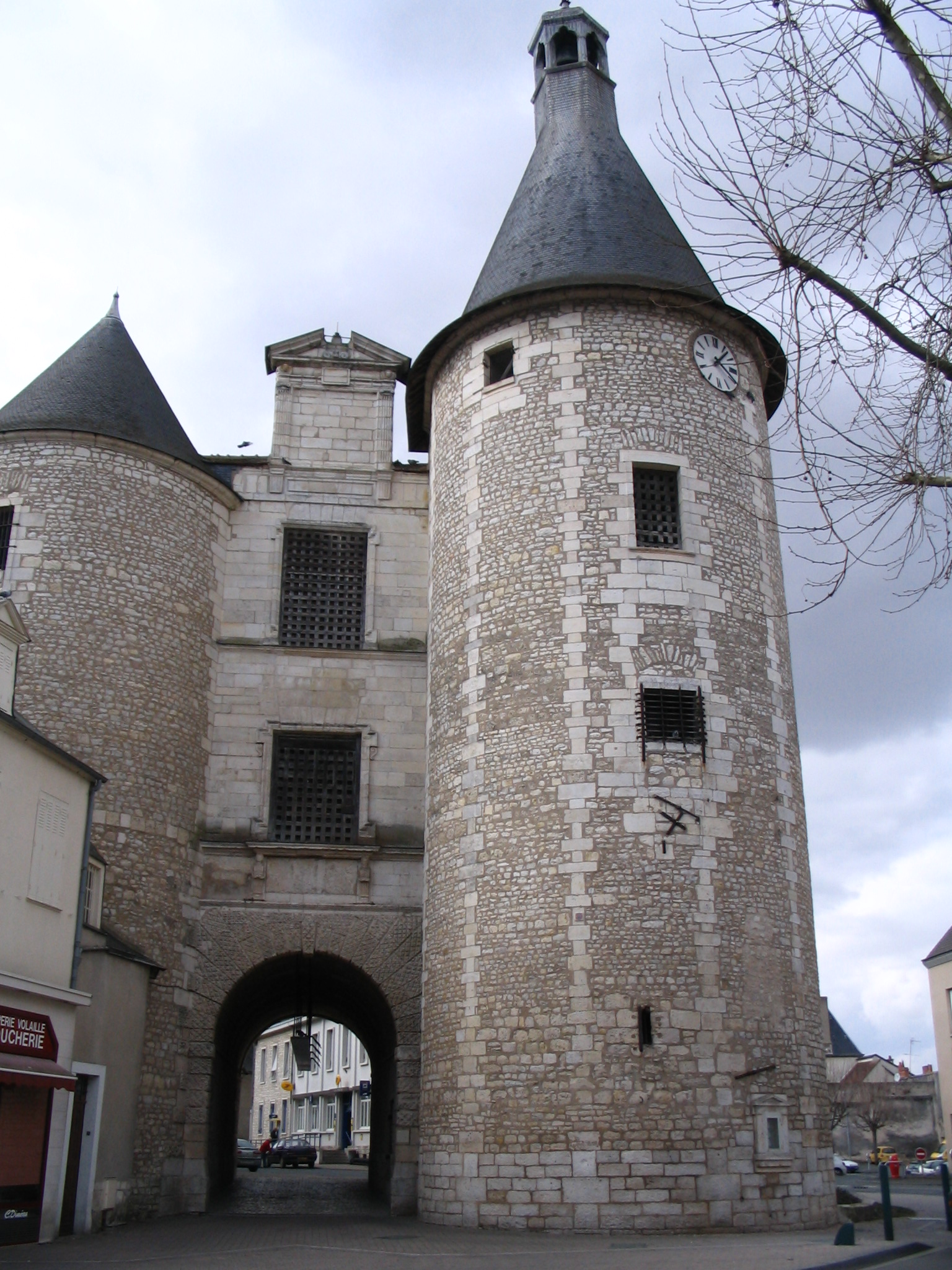
La porte dite de l'Horloge
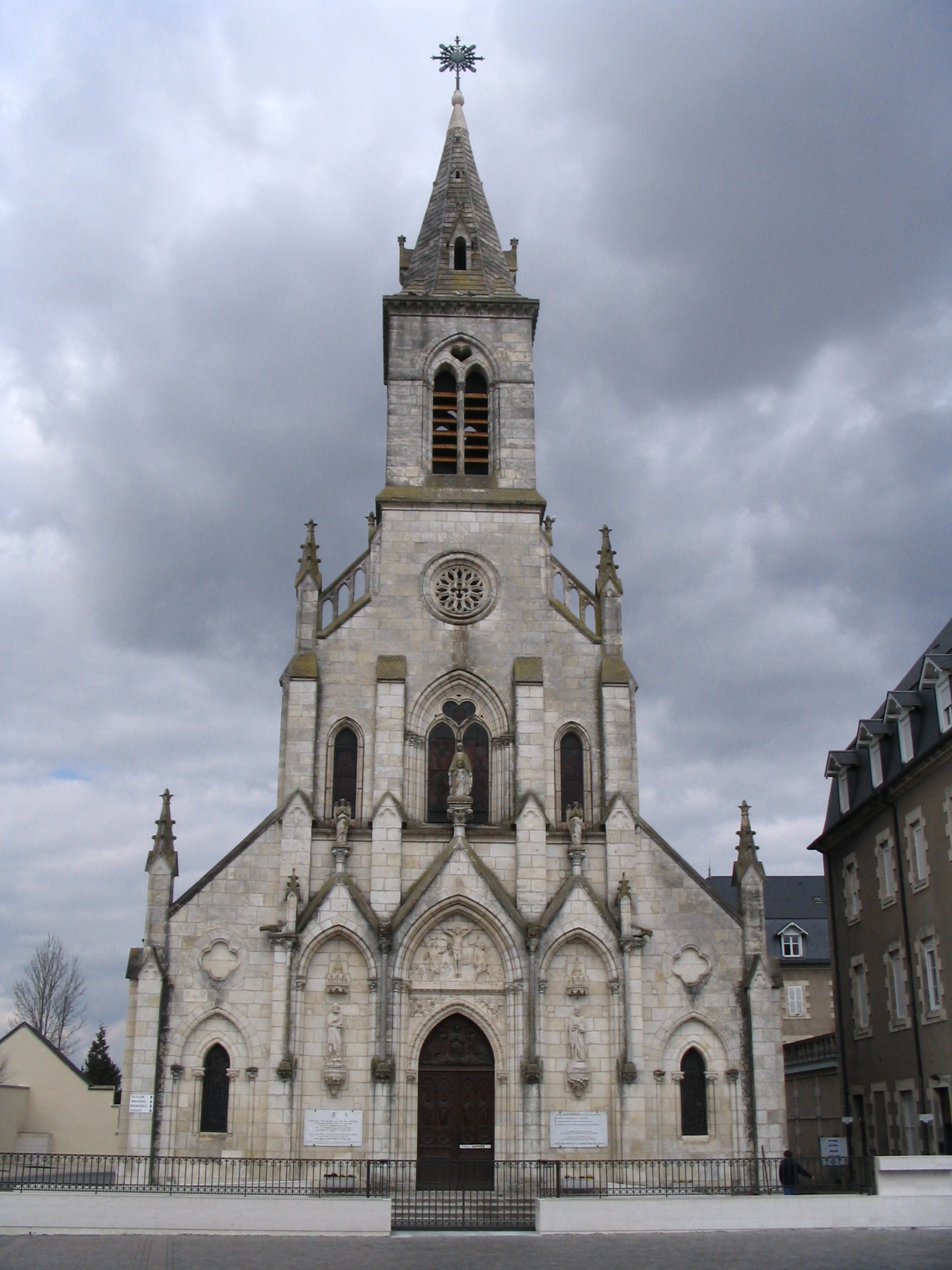
Basilique Notre-Dame-du-Sacré-Cœur.

### Patrimoine culturel

#### Musée de l'Hospice Saint-Roch

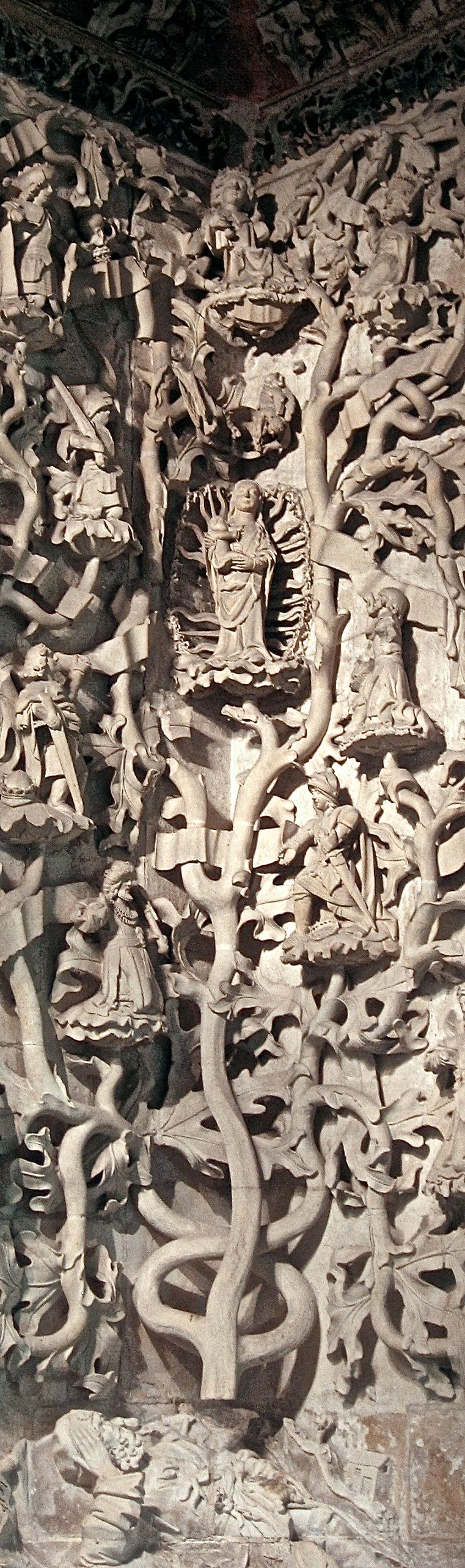
Arbre de Jessé au musée Saint-Roch.

Le musée de l'Hospice Saint-Roch occupe l'emplacement de l'ancien Hôtel-Dieu, fondé au XIIe siècle et reconstruit au XVe siècle. Ce vaste et bel édifice comprend une chapelle et des salles des malades du XIIe siècle ainsi que deux ailes des XVIIe siècle et XVIIIe siècle (objets funéraires celtiques, ensemble lapidaire du VIIIe et XVe siècles, arbre de Jessé du Xve siècle, remarquables collections de pharmacie des XVIIe et XIXe siècles, collection des art océanien et art brut, art contemporain). Y est exposé un instrument de musique exceptionnel, le plus ancien clavecin français, datant de 1648, construit par le facteur parisien Jean II Denis.

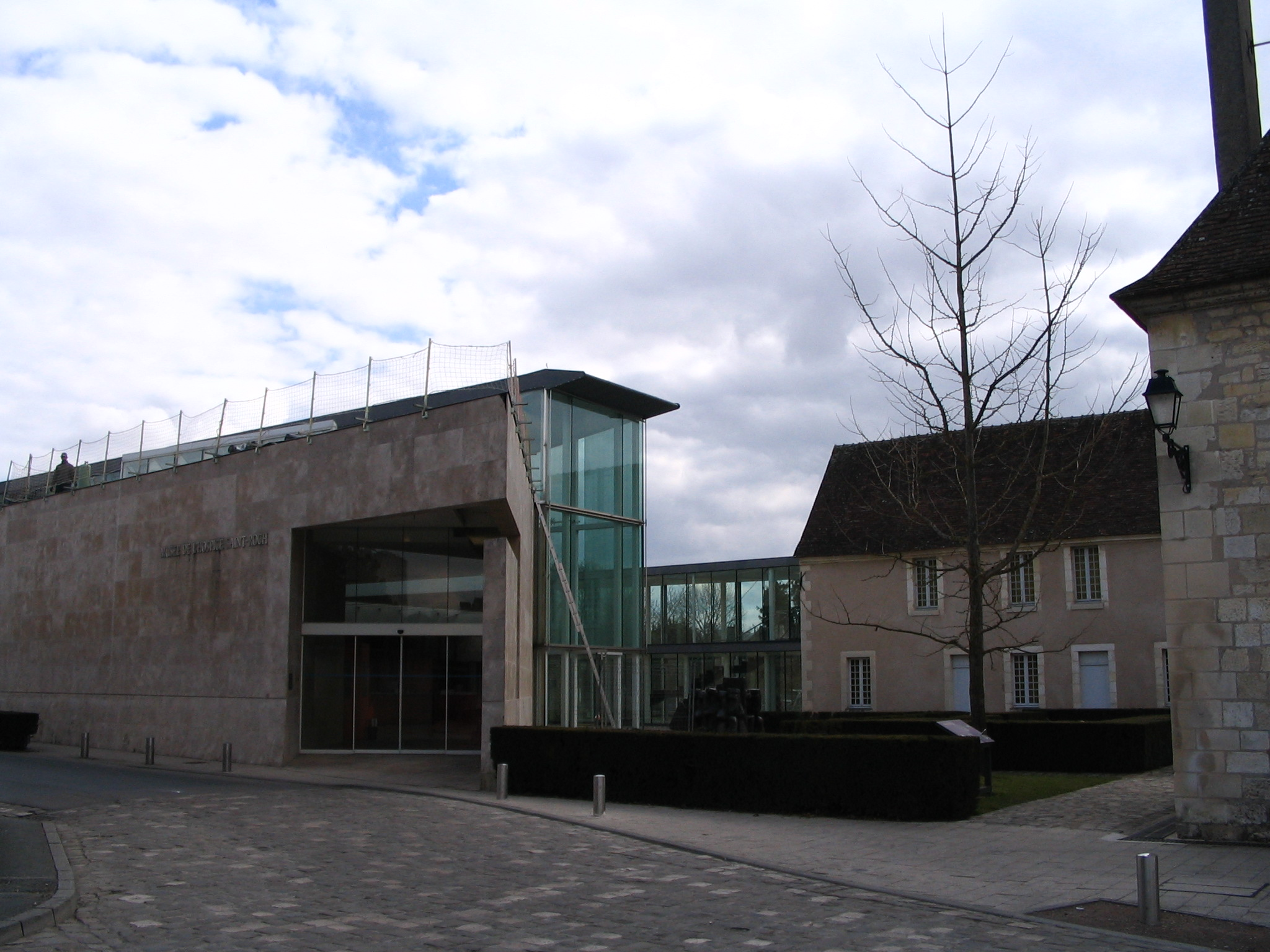
Le musée de l'Hospice Saint-Roch en 2009.

#### Autres
- Médiathèque
- Cité des métiers d'art
- Centre culturel Albert-Camus

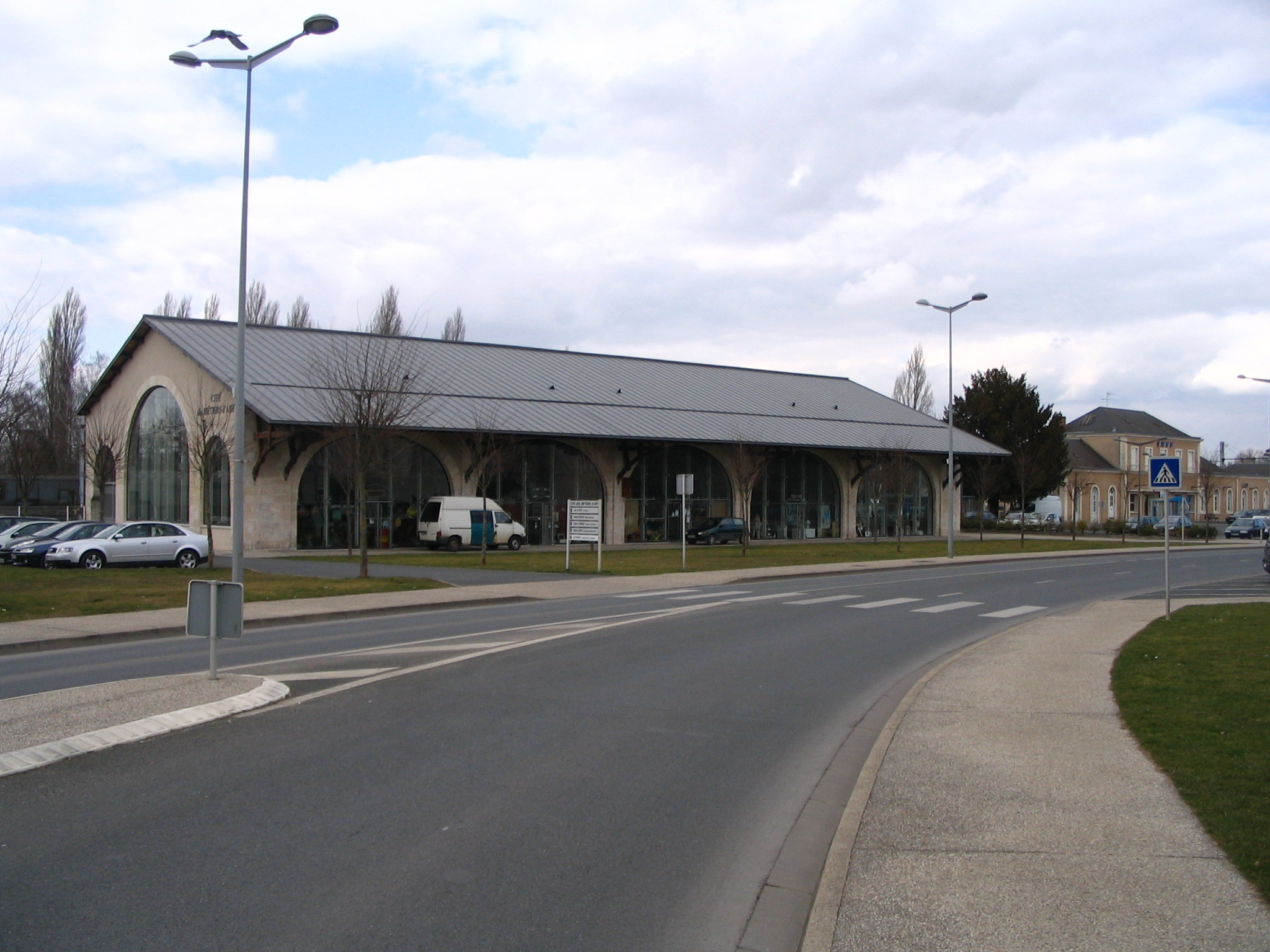
La cité des métiers d'art en 2009.

### Personnalités liées à la commune
- César Borgia (1475-1507), fils du pape Alexandre VI (Rodrigo Borgia), cardinal de l'Église catholique romaine, capitaine général de l’Église, puis pair de France, prince d'Andria et de Venafro, duc de Valentinois et de Romagne, comte de Diois, seigneur d'Issoudun, Piombino, Camerino et Urbino, gonfalonier.
- Pierre-Joseph Luneau de Boisjermain (1732-1801), instituteur, homme de lettres et éditeur français, né à Issoudun.
- Pierre Poya de L'Herbay (1748-1834), homme politique, député du tiers état aux États généraux, maire d'Issoudin.
- André Foussedoire (1753-1820), homme politique né à Issoudun, député du Loir-et-Cher.
- François Augustin Trumeau (1755-1835), homme politique, député au Conseil des Cinq-Cents sous le Directoire, puis au corps législatif sous le Consulat.
- Sylvain-Phalier Lejeune (1758-1837), homme politique français, né à Issoudun.
- Jean-Claude Charlemagne (1762-1853), député de l'Indre, maire d'Issoudun pendant la Révolution.
- Pierre Denis de La Châtre (1763-1820), militaire français des XVIIIe et XIXe siècles, mort à Issoudun.
- Pierre Heurtault du Metz (1777-1852), homme politique né et décédé à Issoudun, député de l'Indre de 1837 à 1846.
- Victor Tourangin 1788-1880), administrateur et homme politique, préfet de la Sarthe, préfet du Doubs, préfet du Rhône.
- Silas Tourangin (1790-1874), militaire et homme politique, député du Doubs, maire de Nohant-en-Graçay.
- Edmond Charlemagne (1795-1872), fils de Jean-Claude Charlemagne, député de l'Indre, sous-commissaire du gouvernement provisoire de la République à Issoudun en 1848.
- Zulma Carraud (1796-1889), écrivain, égérie de Balzac.
- François Mousnier (1804-1883), riche propriétaire local, mort sans descendance, fondateur du « legs Mousnier », organisé chaque année et qui dote trois familles choisies parmi les plus pauvres de la ville[127].
- Auguste Borget (1808-1877), peintre.
- Maurice Lachâtre (1814-1900), écrivain.
- Auguste Le Cherbonnier (1822-1896), homme politique né à Issoudun, député de la Corrèze puis sénateur.
- Évariste Thévenin (1824-?), journaliste, vulgarisateur scientifique du XIXe siècle, maire de Saint-Valentin, conseiller général du canton d'Issoudun nord.
- Antony Martinet (1836-1931), homme politique, sénateur du Cher de 1909 à 1921.
- Jules Cotard (1840-1889), psychiatre, neurologue et neuroscientifique né à Issoudun. A donné son nom au syndrome de Cotard.
- Léon Pournin (1841-1903), auteur dramatique et journaliste sportif, né à Issoudun.
- Marie Mercier (1850-1921), ouvrière, communarde ;
- Paterne Berrichon (1855-1922), beau-frère d'Arthur Rimbaud.
- Lionel Nastorg (1881-1940), homme de lettres, avocat et homme politique, né à Issoudun.
- Georges Barbarin (1882-1965), essayiste français.
- Lucien Coupet (1888-1969), mécanicien et pilote d’essais, né à Issoudun.
- Solange Christauflour (1899-1952), peintre, née à Issoudun.
- Leonor Fini (1908-1996), artiste peintre surréaliste, décoratrice de théâtre et écrivaine.
- Pierre-Valentin Berthier (1911-2012), journaliste, poète et écrivain libertaire et pacifiste.
- Daniel Revenu (1942-2024), escrimeur, champion olympique.
- Dominique Lacaud (1952-), pilote automobile français.
- Gil Avérous, (1973-), maire de Châteauroux et président de Châteauroux Métropole.
- Morgan Lamoisson (1988-), coureur cycliste français.
- Patrick Tort (1952-), philosophe, lauréat de l’Académie des sciences, directeur-fondateur de l’Institut Charles Darwin International, créateur de l’Analyse des complexes discursifs.
- Johan Ledoux (1972-), guitariste et chanteur, fondateur du groupe de rock Blankass.
- Marcel Dadi (1951-1996), qui créa la convention d'Issoudun, pour rassembler tous les ans des guitaristes de tous styles, qui venaient s'y produire.

### Héraldique et logotype
| Blason de Issoudun | Blason  | D'azur au pairle d'or. |
| Blason de Issoudun | Détails | Au XIXe siècle, après la Révolution française, les trois fleurs de lys sont momentanément supprimées du blason communal, comme on peut le voir dans les registres d'état civil de la commune. Le statut officiel du blason reste à déterminer. |

| Blason de Issoudun | Blason  | D'azur au pairle d'or, accompagné de trois fleurs de lys du même. |
| Blason de Issoudun | Détails | Le statut officiel du blason reste à déterminer.                  |

|  | Logotype de la commune d'Issoudun : |